# Кошкаров, Сергей Николаевич
Сергей Николаевич Кошкаров (псевдоним с 1917 года — Сергей Заревой; 1878—1919) — русский поэт и баснописец.

## Биография
Сергей Николаевич Кошкаров родился в 1878 году в Саратове в семье аптекаря, сына и внука бурлаков, кошкарей. Вскоре семья переехала в Ярославль, где прошло детство Сергея. Здесь он окончил гимназию и поступил в Демидовский юридический лицей, но из-за бедности учёбу пришлось бросить. Кошкаров стал работать в судебном ведомстве в Ярославле, а затем частным поверенным по судебным делам в Романово-Борисоглебске.
В 1901 году в газете «Северный край» появились первые стихи, а в 1902 году в Романово-Борисоглебске вышел первый сборник стихотворений и басен Кошкарова. В связи с тем, что влиятельные в городе лица узнали себя в баснях, поэту пришлось переехать в Углич, где он также работал частным поверенным. Живя там, он публиковал стихи в местной газете «Угличанин» и ярославской «Голос», выпустил 5 сборников стихов и басен.
В 1909 году Кошкаров переехал в Москву, где сблизился с Суриковским литературно-музыкальным кружком. После того как из Москвы был выслан Максим Леонов, Кошкаров был избран председателем кружка. Собрания кружка часто проходили в его квартире на Новой Божедомке.
С 1912 года поэт начинает публиковать стихи в большевистских газетах «Звезда» и «Правда». После Октябрьской революции он вступил в РКП(б), взял себе революционный псевдоним Сергей Заревой, сотрудничал в окнах сатиры РОСТА, газете «Беднота», выпустил новые сборники стихов — «Надгробное рыдание…», «Буревестник», «Пулемёт» и — посмертно — «Великая новь». В 1919 году направлен ЦК РКП(б) на Восточный фронт редактором партийной газеты. В пути Сергей Кошкаров заболел тифом и 27 ноября 1919 года умер в Уфе.

## Творчество
Всего Сергей Кошкаров издал более 35 сборников стихов.
Творчество Кошкарова по поэтическому строю, лексике, стилистике близко к народной, крестьянской поэзии. Стихи богаты разговорной речью, народными оборотами, крестьянскими тропами. Встречаются приёмы, свойственные устному народному творчеству.
Кошкаров в своём творчестве продолжает традиции демократической поэзии. Его стихи посвящены трудной жизни крестьян и рабочих. С 1905 года в поэзии Кошкарова всё сильнее звучат социальный протест и призыв к борьбе.
Вышедший в 1915 году сборник «Набат» выдержан в шовинистическом духе, призывает к борьбе за освобождение братских славянских народов, но уже в сборнике 1915 года «Чары земли» взгляд поэта на Первую мировую войну меняется — она показана антинародной.
В послереволюционной поэзии Сергея Заревого уже нет тоски, страдания и безнадёжности; в ней прославляется Революция, Красная армия, трудовой народ; клеймятся позором царь («„Дневник“ Н. Романова в стихотворениях С. Заревого»), дореволюционное и временное правительства, духовенство (сборник «Надгробное рыдание православным в назидание»), белогвардейцы, кулаки. Поэт использует формы и жанры, характерные для советской поэзии этих лет: торжественный лирический стих, агитационное стихотворение, сказ и сказка, сатирический стих, басня, частушка. Стихи Сергея Заревого имеют яркую пропагандистскую направленность.
Поэзия Кошкарова, однако, не всегда была самостоятельной и оригинальной.